# قائمة الأورام المهبلية
قائمة الأورام المهبلية الأورام المهبلية هي مجموعة من الأورام التي تكتشف في المهبل. من الممكن أن تكون أورام حميدة أو خبيثة. الورم هو نمو غير عادي للأنسجة التي تشكل عادة كتلة الأنسجة. أورام المهبل قد تكون صلبة ,كيسية أو خليط بينهما.
السرطان المهبلي ينشأ من الأنسجة المهبلية، مع الأورام اللحمية التي تتطور من العظام والغضاريف والدهون والعضلات والأوعية الدموية أو غيرها من الأنسجة الضامة أو الداعمة. قد يكون أيضا الورم في المهبل متنقل (أنسجة خبيثة انتشرت من الجسم إلى أجزاء المهبل).السرطان الذي قد انتشر من القولون أو المثانة أو المعدة هو أكثر شيوعا من السرطان الذي ينشأ في المهبل نفسه. بعض الأورام الحميدة من الممكن أن تتطور إلى ورم خبيث كسرطان المهبل. بعض حالات نمو الأورام في المهبل نادرة بما فيه الكفاية بحيث لا يمكن وصفها إلا حالة دراسية.
العلامات والأعراض قد تتضمن الشعور بالضغط, الجماع المؤلم أو النزيف. تكتشف أماكن معظم الأورام المهبلية أثناء فحص الحوض. يستخدم التصوير بالموجات فوق الصوتية والتصوير المقطعي بالرنين المغناطيسي والتصوير بالرنين المغناطيسي لتحديد مكان وجود أو عدم وجود السوائل في الورم. الخزعة (إستئصال نسيج من الجسد و دراسته ) توفر تشخيص أكثر تحديدا.